# Grabag (Purworejo)
Grabag is een bestuurslaag in het regentschap Purworejo van de provincie Midden-Java, Indonesië. Grabag telt 2769 inwoners (volkstelling 2010).